# Лола Дуеньяс
Лола Дуеньяс (ісп. María Dolores Dueñas Navarro, *6 жовтня 1971) — іспанська акторка.
Закінчила Театральний інститут Барселони.

## Вибіркова фільмографія
- 2002 : Поговори з нею
- 2004 : Море всередині
- 2005 : 20 сантиметрів
- 2006 : Повернення
- 2006 : Лола
- 2009 : Розірвані обійми
- 2009 : Я також
- 2013 : Сюзанна / (Suzanne) — Ірен
- 2014 : Алілуя
- 2016 : Людожери / (Les Ogres) — Лола
- 2023 : Пташиний короб Барселона / (Bird Box Barcelona) — Ізабель

## Нагороди
- Премія Гойя: 2004, 2009
- Лауреат Міжнародного кінофестивалю у Сан-Себастьяні: 2009
- Лауреат Каннського кінофестивалю: 2006
- Національна премія кінематографістів Іспанії: 1998, 2004, 2009